# Billy Hamilton (baseball, 1990)
Pour les articles homonymes, voir William Hamilton et Hamilton.
Ne pas confondre avec Billy Hamilton (baseball, 1866).
Billy Hamilton (né le 9 septembre 1990 à Collins, Mississippi, États-Unis) est un voltigeur de centre des White Sox de Chicago de la Ligue majeure de baseball. 
Joueur des ligues mineures en 2012, Billy Hamilton établit le record du baseball professionnel avec 155 buts volés en une année.

## Carrière

### Ligues mineures

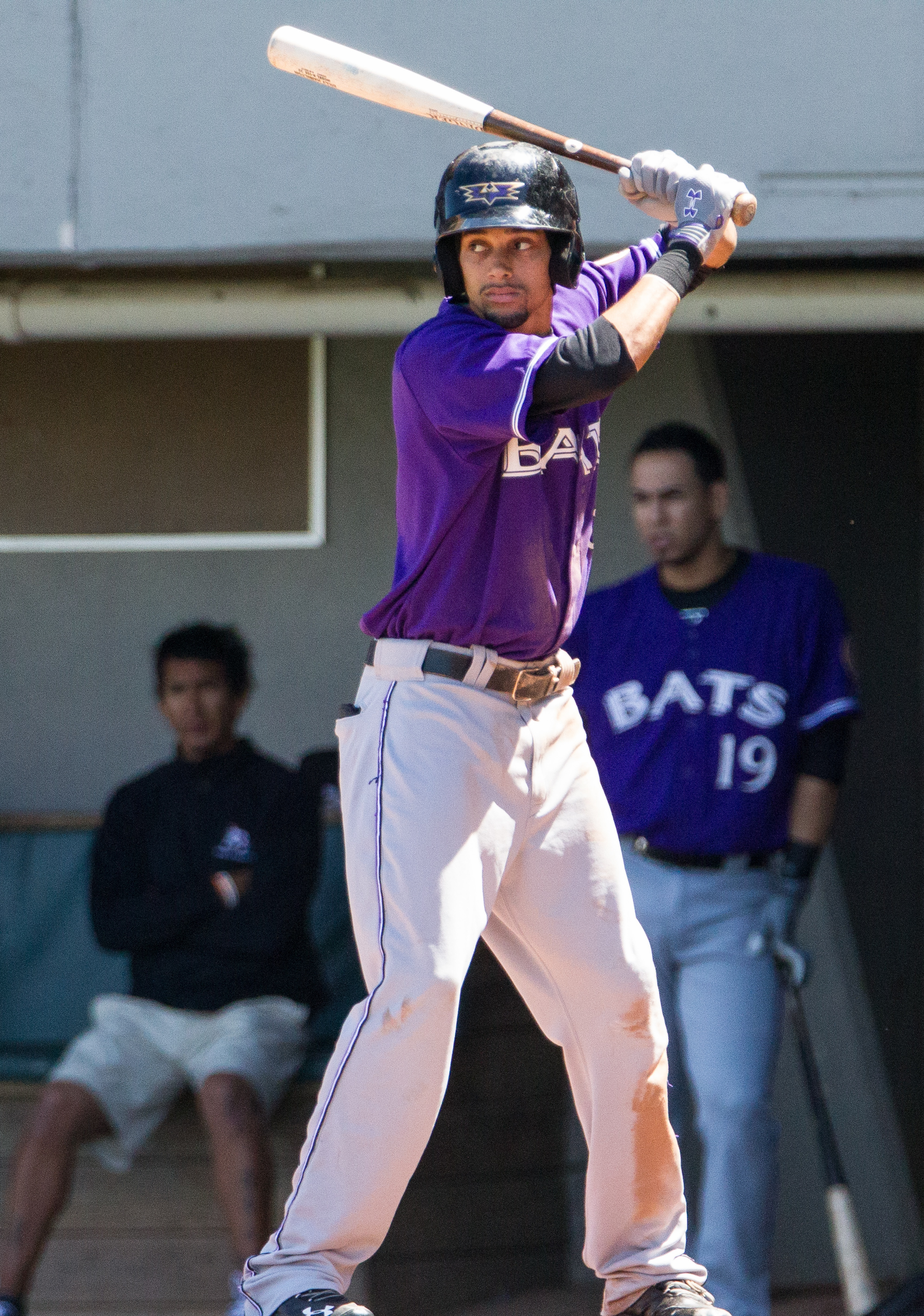
Billy Hamilton en 2013 avec les Bats de Louisville, club-école des Reds de Cincinnati.

Billy Hamilton est un choix de deuxième ronde des Reds de Cincinnati en 2009. Il commence sa carrière professionnelle en ligues mineures la même année. Le jeune joueur d'arrêt-court, qui est frappeur ambidextre, apparaît en 2011 au classement des 100 meilleurs joueurs d'avenir dressé annuellement par Baseball America, prenant la 50e place. Un an plus tard, il occupe la 48e position selon la même publication. Il est en 2011 avec les Dragons de Dayton (A) de la Ligue Midwest le premier joueur des ligues mineures en une décennie à réussir 100 vols de buts en une saison, terminant l'année avec 103.
Le 21 août 2012, évoluant en Double-A avec les Blue Wahoos de Pensacola, un club-école des Reds de Cincinnati dans la Ligue Southern, Hamilton réussit son 146e but volé d'une saison amorcée au niveau A+ avec le Blaze de Bakersfield de la California League. Il s'agit du nouveau record du baseball mineur et le nouveau record du baseball professionnel (incluant les Ligues majeures) pour les buts volés en une saison, abattant la marque de 145 en 113 matchs établie en 1983 par Vince Coleman chez les Redbirds de Macon, un club-école de classe A des Cardinals de Saint-Louis dans la South Atlantic League. Hamilton termine la saison avec 155 buts volés en 132 matchs, soit 104 en seulement 82 parties avec Bakersfield et 51 en 50 matchs pour Pensacola. Hamilton réussit un vol de but 8 fois sur 10 en moyenne en 2012 (155 réussites en 192 tentatives), alors que Coleman avait un taux de réussite de 82 pour cent (145 buts volés en 176 essais) en 1983.
Hamilton participe en juillet 2012 au match des étoiles du futur à Kansas City, frappant un triple de deux points. Les Reds tentent de faire d'Hamliton un voltigeur de centre plutôt qu'un arrêt-court et le font jouer au champ extérieur en 2012 dans la Ligue d'automne d'Arizona.
Avant la saison de baseball 2013, Hamilton se trouve au 20e rang de la liste des meilleurs joueurs d'avenir dressée par Baseball America, le plus haut classement chez les joueurs appartenant aux Reds de Cincinnati. Si sa vitesse et son impact positif lorsqu'il est sur les buts ne fait aucun doute, des questions subsistent quant à ses habiletés de frappeur,,.

### Reds de Cincinnati

#### Saison 2013

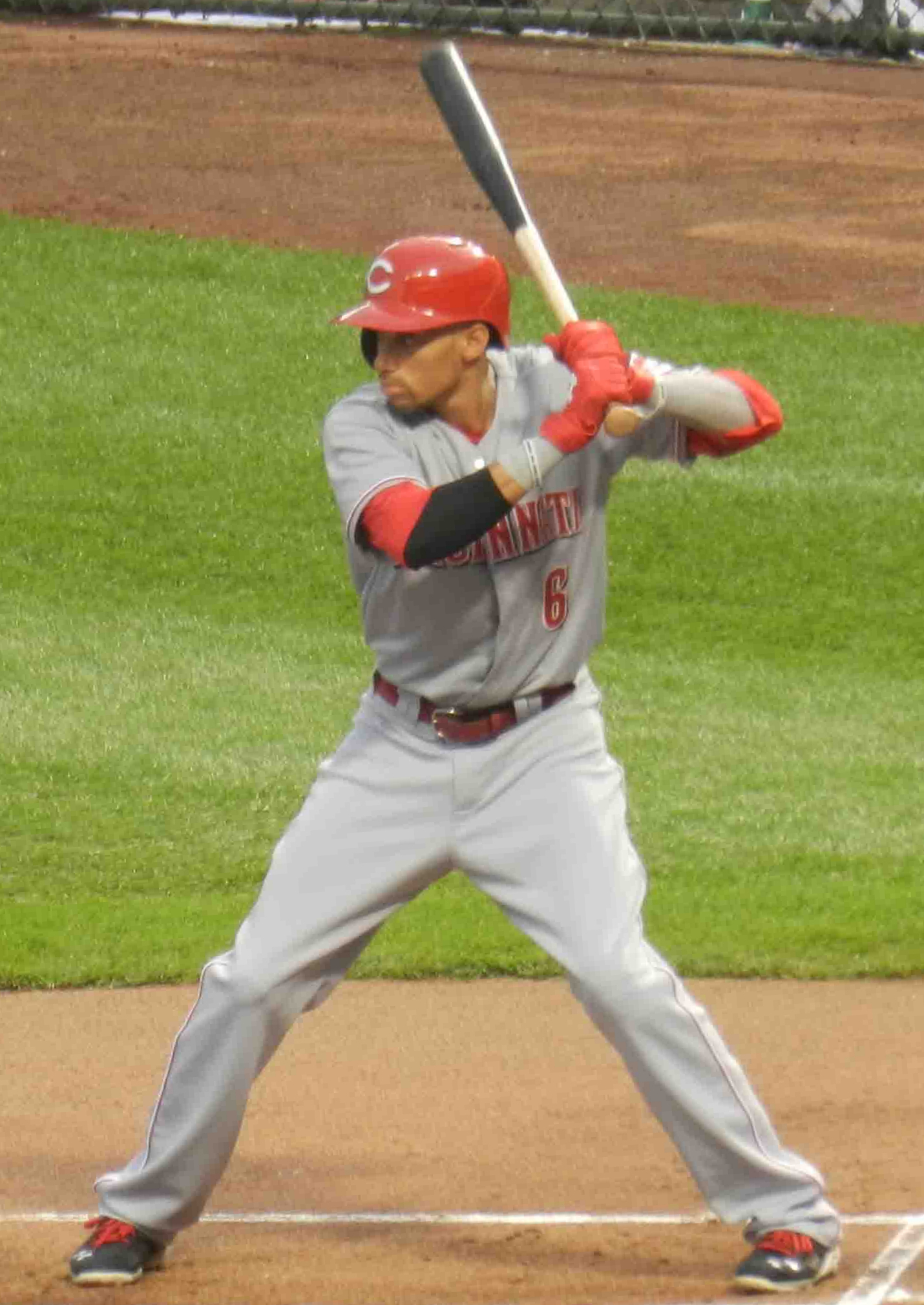
Billy Hamilton en 2014 avec les Reds de Cincinnati.

Il fait ses débuts dans le baseball majeur avec Cincinnati le 3 septembre 2013. Amené comme coureur suppléant dans un match contre les Cardinals de Saint-Louis, il réussit son premier but volé et marque son premier point.
Il apparaît dans 13 parties des Reds en fin de saison 2013, surtout comme coureur suppléant, mais aussi comme joueur de champ extérieur en sept occasions. Il vole 13 buts et n'est retiré qu'une fois en tentative de vol au cours de ces 13 matchs. Il récolte 7 coups sûrs pour une moyenne au bâton de ,368 et sa moyenne de présence sur les buts s'élève à ,429 avec notamment 2 buts-sur-balles contre 4 retraits sur des prises. Hamilton frappe 2 doubles, produit un point et en marque 9. Le 18 septembre 2013 à Houston contre les Astros, il joue un match des majeures pour la première fois. En 6 passages au bâton, il frappe 3 coups sûrs, soutire 2 buts-sur-balles, produit un point, marque 2 fois et réussit 4 buts volés. Son double aux dépens du lanceur Brad Peacock est son premier coup sûr dans les majeures. Selon Elias Sports Bureau, c'est la première fois depuis 1920 qu'un joueur réussit 4 vols de buts à son premier départ dans les grandes ligues,.

#### Saison 2014
Le 29 avril 2014, Hamilton frappe contre le lanceur Jeff Samardzija des Cubs de Chicago son premier coup de circuit dans les majeures.
Hamilton est voté meilleur joueur recrue du mois de juin 2014 dans la Ligue nationale après avoir frappé 36 coups sûrs dont 10 doubles et 3 circuits pour une moyenne au bâton de ,327 durant la période. Il ajoute en juin 14 buts volés et 18 points marqués. Le 27 août contre les Cubs de Chicago, Hamilton devient à 23 ans le plus jeune joueur des Reds à réussir 50 buts volés en une saison, battant le record établi en 1986 par Eric Davis.
Parmi les favoris au titre de recrue de l'année de la saison 2014, Hamilton termine finalement 2e derrière le lauréat Jacob deGrom des Mets de New York. Sa mauvaise seconde partie de saison nuit à sa candidature : après la pause du match des étoiles, il ne frappe que pour ,200 avec un circuit, 18 buts volés et une moyenne de présence sur les buts de ,254. Il termine l'année avec 141 coups sûrs, 25 doubles, 8 triples, 6 circuits, 48 points produits, 72 points marqués, une moyenne au bâton de ,250 et une moyenne de présence sur les buts de ,292. Ses 56 buts volés le placent deuxième des majeures après Dee Gordon mais il est aussi premier pour avoir été retiré 23 fois en tentative de vol, un pourcentage de réussite peu élevé de 70,8 %.

#### Saison 2015
Avec 5 buts volés contre les Cubs de Chicago le 14 juin 2015, Hamilton égale le record de franchise des Reds établi en 2005 par Ryan Freel et s'approche à une réussite du record de l'ère moderne, qui est de 6 dans un match.